# Драгутин Бошковић
Драгутин Ј. Бошковић (Крупањ, 11. април 1925 — 29. децембар 1983) био је доктор машинства, професор Факултета организационих наука, директор Савезног завода за патенте СФРЈ, и члан више међународних организација за интелектуалну својину.

## Биографија
Рођен је у Крупњу у породици трговца Јована (1893—1972) и мајке Марије Бошковић (1904-1984). Завршио је Машински факултет Универзитета у Београду 1952. године на смеру аеродинамика и ваздухопловство. На истом факултету је докторирао 1971. одбранивши дисертацију под насловом „Прилог проучавању утицаја савремених процеса развоја производа на пословну стратегију индустријског предузећа“. Основна област његовог интересовања и специјализације је била организација рада у индустрији. Сматра се оснивачем Иновацијског покрета Србије и СФРЈ. Од страних језика говорио је енглески, француски и немачки језик, а служио се руским и италијанским.
Већи део радног века провео је обављајући руководеће послове. Почео је као шеф фабрикације у „Икарусу“ (1952-1955), да би потом у Хемотехни био шеф машинског одељења (1955—1956). У „Икарус“ се вратио као генерални директор, а 1960. постаје генерални директор фабрике „ИМТ“. Потом је прешао као потпредседник у Привредну комору Београда, где остаје до 1965, када је изабран за генералног директора Органоматика. У периоду од 1972. до 1983. године био је генерални директор Савезног завода за патенте СФРЈ.
Драгутин Бошковић је био посланик Савезне скупштине СФРЈ, члан савета Економског факултета Универзитета у Београду, члан Савета за урбанизам Београда, члан извршног одбора ССРНЈ Београда, члан Комисије ЦК СКС и председник Савеза машинских и електро инжењера и техничара Србије. За свој целокупни рад је био одликован Орденом рада IV степена, а добио је и Повељу града Београда.
У свом раду се највише бавио проучавањем проблема научно-технолошког развоја и организације рада. Резултате свог научноистраживачког рада је примењивао и проверавао у пракси, а искуства стечена радом у непосредној производњи и у решавању конкретних проблема је уграђивао у свој теоријски рад. То му је омогућило да буде и плодан писац. Написао је преко 40 радова објављених у домаћим и страним часописима, као и већи број студија. Већина његових радова је била спој науке и праксе.
На Факултету организационих наука је био ангажован као редовни професор у периоду од 1973. до 1981. године за предмет Организација истраживања и развоја, а 1973-1974. је био в. д. Декана ФОН-а. Поред плана и програма за тај предмет, др Бошковић је 1979. године написао и одговарајући уџбеник истог наслова Та књига се користила као уџбеник и на другим факултетима.
У периоду од 1972. до 1983. године био је генерални директор Савезног завода за патенте СФРЈ. У том периоду покренуо је велики број пројеката у вези са Иновацијским покретом, заштитом од монопола оствареним преко интелектуалне својине, и Закона о патентима и интелектуалној својини<. Био је члан Светске организације за интелектуалну својину и потпредседник њеног Координационог одбора.
Сахрањен је у Алеји заслужних грађана на Новом гробљу.